# Comuna de Jarosław
Jarosław (polaco: Gmina Jarosław) é uma gminy (comuna) na Polónia, na voivodia de Subcarpácia e no condado de Jarosławski.
De acordo com os censos de 2004, a comuna tem 12 669 habitantes, com uma densidade 111,1 hab/km².

## Área
Estende-se por uma área de 114,05 km², incluindo:
- área agricola: 86%
- área florestal: 2%

## Demografia
Dados de 30 de Junho 2004:
|                      | Total   | Total | Mulheres | Mulheres | Homens  | Homens |
| -------------------- | ------- | ----- | -------- | -------- | ------- | ------ |
|                      | pessoas | %     | pessoas  | %        | pessoas | %      |
| População            | 12 669  | 100   | 6414     | 50,6     | 6255    | 49,4   |
| Densidade (pop./km²) | 111,1   | 100   | 56,2     | 56,2     | 54,8    | 54,8   |

De acordo com dados de 2002, o rendimento médio per capita ascendia a 1297,1 zł.

## Subdivisões
- Koniaczów, Kostków, Leżachów-Osada, Makowisko, Morawsko, Munina, Pełkinie, Sobiecin, Surochów, Tuczempy, Wola Buchowska, Wólka Pełkińska, Zgoda.

## Comunas vizinhas
- Chłopice, Jarosław, Laszki, Pawłosiów, Przeworsk, Radymno, Sieniawa, Tryńcza, Wiązownica